# لطيف باشا سليم الحجازي
لطيف باشا سليم الحجازي:
- هو لطيف باشا سليم ابن سليم باشا الحجازي[1]، أحد قادة الجيش المصري في عهد محمد علي باشا وهو جركسي ( شركسي) الأصل [2]، ووالده سليم باشا الحجازي كان أيضا من كبار قادة الجيش المصري المنحدر من حكام القبرديون لاكثر من ألف عام[3] بمنطقة القوقاز.
- تخرّج من مدرسة أركان الحرب واشتغل بالتدريس في المدارس الحربية. ثم عمل مفتشا في وزارة المعارف ومديرا للفيوم ثم رئيسا فخريا للمحكمة المختلطة.
- كان من زعماء الضباط المفصولين[4] الذين ثاروا على وزارة نوبار باشا في عهد الخديوي إسماعيل في شهر فبراير 1879م وكان وقتها أستاذا في المدرسة الحربية. وقد انتهت هذه الثورة بسقوط وزارة نوبار باشا الأولى.
- كان من النشطاء العاملين في الحركة الوطنية، ومن أكبر أنصار الزعيم المصري الكبير مصطفى كامل باشا رئيس الحزب الوطني، كما تشكل الحزب الوطنى عام 1893 على شكل جمعية سرية في صالون لطيف باشا سليم الحجازي.[5]
- كان من محبي العلم والمشتغلين به، واسع الإطّلاع، شغوفا بالأدب.وقد ترك بعد وفاته مكتبة كبيرة حوت نفائس الكتب . وكانت وفاته في عام 1907م الموافق 1325 هجري .
- وسمي شارع بجزيرة المنيل باسمه.[6]